# Filosofia e Letras
Filosofia e Letras são as facultades universitárias dedicadas à docência e investigação no âmbito das ciências humanas, que em muitos casos, dispõem de faculdades separadas, assim frequentemente Filologia ou Filosofia.
Embora em França tenha ocorrido anteriormente, a separação dos estudos de letras e de ciências não ocorreu até o século XIX, , em parte uma herança da universidade medieval, caracterizada justamente pela oferta de "estudos universais", onde a especialização nos campos campos científicos não era precisamente o objetivo.

## História
Desde o Renascimento (século XV) se estabelece uma oposição entre as letras divinas (Teologia) e as letras humanas.
Após as reformas universitárias de 1847 na Espanha, a "Facultad de Filosofía" se estabeleceu como uma faculdade genérica para o estudo das disciplinas que não entravam nos cursos mais tradicionais, como o Direito e a Medicina. Naquelas faculdades se estabeleceram quatro seções: literatura, filosofia, ciências naturais e ciências físico-matemáticas.
Com o tempo, a separação das faculdades dedicadas às ciências físico-naturais deixou na denominada Faculdade de Filosofia e Letras "as disciplinas que no entravam nesse âmbito".
Ainda que posteriormente tenha se mantido, uma vez que tal denominação de faculdade e licenciatura, tinha sido habitual em muitas universidades que, ainda mantinham agrupados dentro da própria faculdade, se especializaram os estudos em licenciaturas de filosofia, de diversas filologias (Hispânica, Inglesa, clássica, ou outras denominações), de História, etc; em alguns casos se estabeleceu uma licenciatura de letras ou humanidades. Em muitas outras universidades foram constituídas faculdades distintas (faculdade de filosofia, faculdade de filologia, faculdade de história e geografia e história, etc). É o caso da Universidad Complutense de Madrid e da Universidad de Barcelona.
Na Universidade de Valladolid e na Universidade de Zaragoza, ambas na Espanha há ainda o curso de Filosofia e Letras.